# The LEGEND
The LEGEND（ザ・レジェンド）は、日本中央競馬会（JRA）のCMである。
2011年から行われているGIプロモーションのCMについても記述する。

## 概要
2011年に過去の中央競馬のGIレースを素材にしたプロモーションが行われ、テレビCMでは優勝馬にまつわるドラマ、新聞広告では観戦側のドラマを描く。また競馬場では、さまざまなイベントが行われた。2012年は「The WINNER」、2013年は「THE LEGEND」、2014年は「The GI story」の名称で行われた。2015年・2016年は同年のブランド広告「あなたの競馬が走り出す。」の一環として実施される。尚、GIレースのうちNHKマイルカップの素材の使用は、寄贈賞を提供しているNHK（日本放送協会）における広告・宣伝放送を禁じた放送法第83条に抵触する為、テレビCMからは外されている。

## 2011年

### テレビCM
テレビCMでは桜花賞を除く9レースのプロモーションが行われた。15秒バージョンと30秒バージョンがある（JRAホームページには30秒バージョンのみ公開していた）。楽曲はT・レックスの「20センチュリー・ボーイ」が使用された。なお、テレビ未放映だった桜花賞については、製作者の小林大祐のホームページで見ることが出来る他、テレビCMをまとめたDVDに収録されている。
| レース         | 年     | 優勝馬             |
| -------------- | ------ | ------------------ |
| 桜花賞         | 1993年 | ベガ               |
| 皐月賞         | 1992年 | ミホノブルボン     |
| 天皇賞（春）   | 1991年 | メジロマックイーン |
| 日本ダービー   | 1991年 | トウカイテイオー   |
| 安田記念       | 1998年 | タイキシャトル     |
| 宝塚記念       | 1998年 | サイレンススズカ   |
| 菊花賞         | 1994年 | ナリタブライアン   |
| 天皇賞（秋）   | 1999年 | スペシャルウィーク |
| ジャパンカップ | 1998年 | エルコンドルパサー |
| 有馬記念       | 1990年 | オグリキャップ     |

### 新聞広告
新聞広告では、2歳GI（阪神ジュベナイルフィリーズ、朝日杯フューチュリティステークス）を除く、平地GI20レースのプロモーションが行われた。
| レース                   | 年     | 優勝馬             |
| ------------------------ | ------ | ------------------ |
| フェブラリーステークス   | 1996年 | ホクトベガ         |
| 高松宮記念               | 2000年 | キングヘイロー     |
| 桜花賞                   | 1993年 | ベガ               |
| 皐月賞                   | 1992年 | ミホノブルボン     |
| 天皇賞（春）             | 1991年 | メジロマックイーン |
| NHKマイルカップ          | 1997年 | シーキングザパール |
| ヴィクトリアマイル       | 2006年 | ダンスインザムード |
| オークス                 | 1996年 | エアグルーヴ       |
| 日本ダービー             | 1991年 | トウカイテイオー   |
| 安田記念                 | 1998年 | タイキシャトル     |
| 宝塚記念                 | 1998年 | サイレンススズカ   |
| スプリンターズステークス | 1994年 | サクラバクシンオー |
| 秋華賞                   | 1997年 | メジロドーベル     |
| 菊花賞                   | 1994年 | ナリタブライアン   |
| 天皇賞（秋）             | 1999年 | スペシャルウィーク |
| エリザベス女王杯         | 1994年 | ヒシアマゾン       |
| マイルチャンピオンシップ | 1994年 | ノースフライト     |
| ジャパンカップ           | 1998年 | エルコンドルパサー |
| ジャパンカップダート     | 2001年 | クロフネ           |
| 有馬記念                 | 1990年 | オグリキャップ     |

### イベント
GIレースが開催される競馬場で、優勝馬のパネル展示やレース映像の放映が行われた。
- 4月23日・24日　東京競馬場 「皐月賞」
- 4月30日・5月1日 京都競馬場 「天皇賞（春）」
- 5月28日・29日　東京競馬場 「日本ダービー」
- 6月4日・5日　東京競馬場 「安田記念」
- 6月25日・26日　阪神競馬場 「宝塚記念」
- 10月22日・23日　京都競馬場 「菊花賞」
- 10月29日・30日　東京競馬場 「天皇賞（秋）」
- 11月26日・27日　東京競馬場 「ジャパンカップ」
- 12月24日・25日　中山競馬場 「有馬記念」

## The WINNER（2012年）
「The WINNER」の名称でプロモーションが行われた。新聞広告のプロモーションは行われなかった。

### テレビCM
2011年の9レースに5レースを追加した合計15レースのプロモーションが行われた。15秒バージョン、30秒バージョンがある（JRAホームページでは30秒のみ公開）。
| レース                   | 年                     | 優勝馬                 |
| ------------------------ | ---------------------- | ---------------------- |
| 高松宮記念               | 2000年                 | キングヘイロー         |
| 桜花賞                   | 1986年                 | メジロラモーヌ         |
| 皐月賞                   | 2001年                 | アグネスタキオン       |
| 天皇賞（春）             | 1993年                 | ライスシャワー         |
| オークス                 | 1996年                 | エアグルーヴ           |
| 日本ダービー             | 1993年                 | ウイニングチケット     |
| 安田記念                 | 1985年                 | ニホンピロウイナー     |
| 宝塚記念                 | 1999年                 | グラスワンダー         |
| スプリンターズステークス | 1994年                 | サクラバクシンオー     |
| 菊花賞                   | 1983年                 | ミスターシービー       |
| 天皇賞（秋）             | 1988年                 | タマモクロス           |
| エリザベス女王杯         | エリザベス女王即位60年 | エリザベス女王即位60年 |
| マイルチャンピオンシップ | 1988年                 | サッカーボーイ         |
| ジャパンカップ           | 1989年                 | ホーリックス           |
| 有馬記念                 | 1977年                 | テンポイント           |

### イベント
2011年と同様、パネル展示やレース映像の放映に加え、スポーツ新聞社との連動企画が行われた。
- 4月7日・8日　阪神競馬場 「桜花賞」
- 4月14日・15日　中山競馬場 「皐月賞」
- 4月28日・29日　京都競馬場 「天皇賞（春）」
- 5月26日・27日　東京競馬場 「日本ダービー」
- 6月23日・24日　阪神競馬場 「宝塚記念」
- 10月20日・21日　京都競馬場 「菊花賞」
- 10月27日・28日　東京競馬場 「天皇賞（秋）」
- 11月17日・18日　京都競馬場 「マイルチャンピオンシップ」
- 11月24日・25日　東京競馬場 「ジャパンカップ」
- 12月22日・23日　中山競馬場 「有馬記念」

## THE LEGEND（2013年）
2013年は「THE LEGEND」の名称でプロモーションが行われた。なお、CMに使用された楽曲はレースごとに変えている。

### テレビCM
| レース                   | 年             | 優勝馬             | 楽曲者               | 曲名           |
| ------------------------ | -------------- | ------------------ | -------------------- | -------------- |
| フェブラリーステークス   | 1999年         | メイセイオペラ     | コーネリアス         | CMオリジナル   |
| 桜花賞                   | 1975年         | テスコガビー       | Buffalo Daughter     | The Legend     |
| 天皇賞（春）             | 2006年         | ディープインパクト | MO'SOME TONEBENDER   | CMオリジナル   |
| 日本ダービー             | 2007年         | ウオッカ           | 浅井健一             | CMオリジナル   |
| 日本ダービー             | 80回記念特別編 | 80回記念特別編     | BREAKERZ             | CMオリジナル   |
| 宝塚記念                 | 1994年         | ビワハヤヒデ       | PE'Z                 | The Legend     |
| スプリンターズステークス | 1996年         | フラワーパーク     | TK from 凛として時雨 | kalei de scope |
| 菊花賞                   | 1988年         | スーパークリーク   | avengers in sci-fi   | Superstar      |
| 天皇賞（秋）             | 1996年         | バブルガムフェロー | HiGE                 | CMオリジナル   |
| ジャパンカップ           | 1985年         | シンボリルドルフ   | WHITE ASH            | Casablanca     |
| 有馬記念                 | 2000年         | テイエムオペラオー | Dragon Ash           | Lily           |

## The GI story（2014年）
2014年は「The GI story」の名称でプロモーションが行われた。楽曲は共通のオリジナル曲。
- 出演:竹野内豊

### テレビCM
| レース                   | 年            | 優勝馬             | 映像 |
| ------------------------ | ------------- | ------------------ | ---- |
| 桜花賞                   | 2009年        | ブエナビスタ       | 映像 |
| 皐月賞                   | 2010年        | ヴィクトワールピサ | 映像 |
| 天皇賞（春）             | 1992年        | メジロマックイーン | 映像 |
| 日本ダービー             | 2005年        | ディープインパクト | 映像 |
| 宝塚記念                 | 2003年        | ヒシミラクル       | 映像 |
| スプリンターズステークス | 2002年        | ビリーヴ           | 映像 |
| 菊花賞                   | 2001年        | マンハッタンカフェ | 映像 |
| 天皇賞（秋）             | 2008年        | ウオッカ           | 映像 |
| エリザベス女王杯         | 2010年 2011年 | スノーフェアリー   | 映像 |
| ジャパンカップ           | 1981年        | メアジードーツ     | 映像 |
| ジャパンカップ           | 1984年        | カツラギエース     | 映像 |
| ジャパンカップ           | 1989年        | ホーリックス       | 映像 |
| ジャパンカップ           | 1992年        | トウカイテイオー   | 映像 |
| ジャパンカップ           | 1998年        | エルコンドルパサー | 映像 |
| ジャパンカップ           | 2006年        | ディープインパクト | 映像 |
| ジャパンカップ           | 2009年        | ウオッカ           | 映像 |
| ジャパンカップ           | 2011年        | ブエナビスタ       | 映像 |
| チャンピオンズカップ     | 2001年        | クロフネ           | 映像 |
| 有馬記念                 | 2013年        | オルフェーヴル     | 映像 |

## あなたの競馬が走り出す。〜GI編〜（2015年・2016年）
2015年・2016年はブランド広告「あなたの競馬が走り出す。」の一環として実施される。
- 出演:瑛太、有村架純、笑福亭鶴瓶
- 楽曲:いきものがかり「マイステージ」（2015年）、「いこう」（2016年）

### テレビCM（2015年）
| レース                   | 年                       | 優勝馬                   | 映像 |
| ------------------------ | ------------------------ | ------------------------ | ---- |
| 高松宮記念               | 2013年                   | ロードカナロア           | 映像 |
| 桜花賞                   | 2010年                   | アパパネ                 | 映像 |
| 皐月賞                   | 2006年                   | メイショウサムソン       | 映像 |
| 天皇賞（春）             | 2002年                   | マンハッタンカフェ       | 映像 |
| 日本ダービー             | 1993年                   | ウイニングチケット       | 映像 |
| 日本ダービー             | 1994年                   | ナリタブライアン         | 映像 |
| 日本ダービー             | 2000年                   | アグネスフライト         | 映像 |
| 日本ダービー             | 2004年                   | キングカメハメハ         | 映像 |
| 日本ダービー             | 2007年                   | ウオッカ                 | 映像 |
| 日本ダービー             | 2009年                   | ロジユニヴァース         | 映像 |
| 宝塚記念                 | 1988年                   | タマモクロス             | 映像 |
| 宝塚記念                 | 1991年                   | メジロライアン           | 映像 |
| 宝塚記念                 | 2004年                   | タップダンスシチー       | 映像 |
| スプリンターズステークス | 1993年                   | サクラバクシンオー       | 映像 |
| スプリンターズステークス | 2003年                   | デュランダル             | 映像 |
| スプリンターズステークス | 2011年                   | カレンチャン             | 映像 |
| スプリンターズステークス | 2013年                   | ロードカナロア           | 映像 |
| 菊花賞                   | 1998年                   | セイウンスカイ           | 映像 |
| 菊花賞                   | 1999年                   | ナリタトップロード       | 映像 |
| 菊花賞                   | 2003年                   | ザッツザプレンティ       | 映像 |
| 菊花賞                   | 2004年                   | デルタブルース           | 映像 |
| 菊花賞                   | 2006年                   | ソングオブウインド       | 映像 |
| 天皇賞（秋）             | 1965年                   | シンザン                 | 映像 |
| 天皇賞（秋）             | 1989年                   | スーパークリーク         | 映像 |
| 天皇賞（秋）             | 1997年                   | エアグルーヴ             | 映像 |
| 天皇賞（秋）             | 2008年                   | ウオッカ                 | 映像 |
| 天皇賞（秋）             | 2012年                   | エイシンフラッシュ       | 映像 |
| エリザベス女王杯         | 2005年                   | スイープトウショウ       | 映像 |
| エリザベス女王杯         | 2007年                   | ダイワスカーレット       | 映像 |
| エリザベス女王杯         | 2009年                   | クィーンスプマンテ       | 映像 |
| エリザベス女王杯         | 2010年                   | スノーフェアリー         | 映像 |
| マイルチャンピオンシップ | 京都競馬場開設90周年記念 | 京都競馬場開設90周年記念 | 映像 |
| ジャパンカップ           | 1997年                   | ピルサドスキー           | 映像 |
| ジャパンカップ           | 1999年                   | スペシャルウィーク       | 映像 |
| ジャパンカップ           | 2005年                   | アルカセット             | 映像 |
| ジャパンカップ           | 2013年                   | ジェンティルドンナ       | 映像 |
| 有馬記念                 | 1990年                   | オグリキャップ           | 映像 |
| 有馬記念                 | 2006年                   | ディープインパクト       | 映像 |
| 有馬記念                 | 2013年                   | オルフェーヴル           | 映像 |

### テレビCM（2016年）
| レース                   | 年     | 優勝馬             | 映像 |
| ------------------------ | ------ | ------------------ | ---- |
| フェブラリーステークス   | 2009年 | サクセスブロッケン | 映像 |
| フェブラリーステークス   | 2010年 | エスポワールシチー | 映像 |
| 高松宮記念               | 2010年 | キンシャサノキセキ | 映像 |
| 高松宮記念               | 2013年 | ロードカナロア     | 映像 |
| 桜花賞                   | 2011年 | マルセリーナ       | 映像 |
| 桜花賞                   | 2014年 | ハープスター       | 映像 |
| 皐月賞                   | 2009年 | アンライバルド     | 映像 |
| 皐月賞                   | 2012年 | ゴールドシップ     | 映像 |
| 天皇賞（春）             | 2011年 | ヒルノダムール     | 映像 |
| 天皇賞（春）             | 2013年 | フェノーメノ       | 映像 |
| 日本ダービー             | 2008年 | ディープスカイ     | 映像 |
| 日本ダービー             | 2010年 | エイシンフラッシュ | 映像 |
| 日本ダービー             | 2012年 | ディープブリランテ | 映像 |
| 日本ダービー             | 2013年 | キズナ             | 映像 |
| 宝塚記念                 | 2012年 | オルフェーヴル     | 映像 |
| 宝塚記念                 | 2013年 | ゴールドシップ     | 映像 |
| スプリンターズステークス | -      | -                  | 映像 |
| 菊花賞                   | -      | -                  | 映像 |
| 天皇賞（秋）             | -      | -                  | 映像 |
| エリザベス女王杯         | -      | -                  | 映像 |
| ジャパンカップ           | -      | -                  | 映像 |
| 有馬記念                 | 2008年 | ダイワスカーレット | 映像 |
| 有馬記念                 | 2009年 | ドリームジャーニー | 映像 |
| 有馬記念                 | 2012年 | ゴールドシップ     | 映像 |
| 有馬記念                 | 2013年 | オルフェーヴル     | 映像 |
| 有馬記念                 | 2014年 | ジェンティルドンナ | 映像 |

## 夢の第11レース（2015年）
特設サイトでは実際に予想をして単勝および馬連を1点ずつ選び、各馬のオッズに反映する試みがなされた他、それぞれの出走馬ごとにその馬が勝った際の実況音声を収録した『夢のラスト1ハロン』が公開されていた。
| 枠番 | 馬番 | 競走馬名           | 年代     |
| ---- | ---- | ------------------ | -------- |
| 1    | 1    | サイレンススズカ   | '97～'98 |
| 1    | 2    | メジロマックイーン | '90～'93 |
| 2    | 3    | ウオッカ           | '06～'10 |
| 2    | 4    | トウカイテイオー   | '90～'93 |
| 3    | 5    | スペシャルウィーク | '97～'99 |
| 3    | 6    | テイエムオペラオー | '98～'01 |
| 4    | 7    | アグネスタキオン   | '00～'01 |
| 4    | 8    | オグリキャップ     | '87～'90 |
| 5    | 9    | エルコンドルパサー | '97～'99 |
| 5    | 10   | シンボリルドルフ   | '83～'86 |
| 6    | 11   | ナリタブライアン   | '93～'96 |
| 6    | 12   | キングカメハメハ   | '03～'04 |
| 7    | 13   | ミスターシービー   | '82～'85 |
| 7    | 14   | ディープインパクト | '04～'06 |
| 7    | 15   | エアグルーヴ       | '95～'98 |
| 8    | 16   | ブエナビスタ       | '08～'11 |
| 8    | 17   | ダイワスカーレット | '06～'08 |
| 8    | 18   | オルフェーブル     | '10～'13 |

## 夢のVS.（2018・2019年）
| レース       | 年        | 優勝馬             |
| ------------ | --------- | ------------------ |
| 有馬記念     | 1998,99年 | グラスワンダー     |
| 有馬記念     | 2011,13年 | オルフェーブル     |
| 日本ダービー | 1984年    | シンボリルドルフ   |
| 日本ダービー | 2005年    | ディープインパクト |